# Шегельман, Илья Романович
Илья Романович Шегельман (20 ноября 1944 — 3 декабря 2020, Петрозаводск) ― советский и российский профессор, доктор технических наук, член-корреспондент Российской инженерной академии, а также тренер по самбо. Заслуженный тренер России.

## Биография
Семья происходила из Бобруйска. Родился в эвакуации в г. Кок-Янгак (Киргизская ССР).
После войны жил с семьёй в Бобруйске. С 15 лет начал работать, параллельно много занимался спортом.
Поступил на учёбу в Ленинградскую лесотехническую академию (где получил диплом инженера технолога и позднее защитил кандидатскую и докторскую диссертации), некоторое время работал на лесозаготовках. В 1968 году окончил академию и был направлен в Республику Карелия в Карельский научно-исследовательский институт лесной промышленности. Прошёл путь от младшего научного сотрудника до директора института, заведующего кафедрой, проректора по инновационно-производственной деятельности Петрозаводского государственного университета.
Наряду с научной, педагогической, изобретательской деятельностью занимался также и тренерской работой: вначале в маленькой университетской секции самбо, но уже в 1976 г стал президентом Карельской федерации самбо и дзюдо. Тренировал сборную команду Карелии. Среди его учеников ― чемпионы мира и России, более 200 чемпионов Карелии по самбо, боевому самбо, дзюдо, рукопашному бою. В числе его воспитанников Максим Антипов, заслуженный мастер спорта ― победитель и двукратный призёр чемпионатов мира по самбо, Сергей Камилов, мастер спорта международного класса — двукратный чемпион мира по боевому самбо, чемпион Европы, Рашад Мурадов ― мастер класса международного класса, Артуш Асрян ― победитель Кубка мира по боевому самбо, Игорь Варавва ― многократный чемпион мира и Европы среди ветеранов.
Основатель научной школы «Научные основы формирования сквозных технологий лесопромышленных производств», основатель научного направления «Методология функционально-технологического анализа и синтеза патентоспособных объектов интеллектуальной собственности», участник Интернет-энциклопедии «Известные учёные». Является автором более 600 печатных работ и более 380 изобретений и патентов на полезные модели (176 изобретений СССР, 200 патентов РФ, 6 патентов Республики Беларусь", подготовил четырёх докторов и 20 кандидатов технических и экономических наук.
В числе словарей, учебников, монографий, учебных пособий: пять изданий Словаря «Лесная промышленность и лесное хозяйство» (Петрозаводск, 2000, 2004, 2005, 2008, 2011); «Словарь предпринимателя» (Петрозаводск, 2004); «Бизнес-словарь лесной промышленности» (СПб.: 2005); «Экономическая безопасность» (Петрозаводск, 2005); «Техническое оснащение современных лесозаготовок». СПб., 2005, соавторы Скрыпник В. И., Галактионов О. Н.); «Рынок интеллектуальной собственности и конкуренция» (Петрозаводск, 2012, соавторы Кестер Я. М., Рудаков В. И.); «Функционально-технологический анализ: метод формирования инновационных технических решений для лесной промышленности» (Петрозаводск, 2012); «Управление организационными нововведениями» (М., 2017, соавторы Асаул А. Н., Асаул М. А., Мещеряков И. Г.); «Охрана результатов инновационной деятельности» (Петрозаводск, 2012, соавторы Кестер Я. М., Васильев А. С.); «Лесопромышленная интеграция: теория и практика», Петрозаводск, 2009, соавтор Воронин А. В.); «Вывозка леса автопоездами/ Техника, Технология, Организация» (СПб., 2008, соавторы Скрыпник В. И., Кузнецов А. В., Пладов А. В.).
В 2005 году был удостоен звания заслуженного тренера России. Награждён медалями ордена «За заслуги перед Отечеством» II и I степеней, благодарностями президента РФ, Орденом «Сампо», медалью «Ветеран труда», орденом «Петра Великого» II степени, Почётной грамотой Совета Федерации Федерального Собрания РФ, медалями 75 лет самбо, 80 лет самбо и другими наградами, Лауреат года Республики Карелия (1999, 2004, 2011 гг.), почётный работник высшего профессионального образования, почётный работник лесного хозяйства России, Заслуженный рационализатор и изобретатель Карельской АССР, Заслуженный тренер Республики Карелия.
Избирался депутатом Законодательного Собрания Республики Карелия третьего созыва (2002—2006 гг.).

## Семья
- Братья — Марк (1947—2018), заслуженный строитель Российской Федерации; Роберт — заслуженный машиностроитель Республики Карелия; Вадим, абсолютный чемпион Литовской ССР по спортивной гимнастике (1956), двоюродный брат — Давид, заслуженный экономист Республики Карелия.
- Сын — Роман, мастер спорта РФ (самбо), заслуженный тренер Республики Карелия
- Дядя — директор Онежского тракторного завода Б. Н. Одлис.

## Награды и звания
- Заслуженный изобретатель и рационализатор Карельской АССР (1989)
- Заслуженный работник народного хозяйства Карельской АССР (1989)
- Почётный работник лесной промышленности (2004)
- Заслуженный работник высшей школы России (2007)
- Медаль ордена «За заслуги перед Отечеством» II степени
- Орден «Сампо» (5 декабря 2019) — за особо выдающиеся заслуги перед Республикой Карелия и её жителями в области культуры, искусства, науки, образования и спорта